# Iyasu I.
Iyasu I. (äthiop. ኢያሱ, auch Jesus I., Iyasu der Große, Thronname Adiam Sagad አድያም ሰገድ „vor dem sich die Grenzen der Erde beugen“; † 13. Oktober 1706) war vom 19. Juli 1682 bis zum 13. Oktober 1706 Negus Negest (Kaiser von Äthiopien). Er war der Sohn von Yohannes I. und Kaiserin Sabla Wangel der herrschenden Salomoniden-Dynastie.

## Leben
G. W. Huntingford zufolge setzt sich der Nachruf von Iyasu zusammen aus der Milde seines Charakters, welche sich in der Behandlung der auf Wehni festgehaltenen Prinzen in seinem ersten Jahr widerspiegelte, der Aufmerksamkeit, die er religiösen Angelegenheiten gegenüber aufbrachte und außerdem seiner Abdankung, dem Rückzug in den Ruhestand und seiner Ermordung.
Bevor er im Alter von 20 Jahren von Yohannes mit Regierungsvollmacht ausgestattet wurde, hatte er als Gouverneur von Gojam fungiert. Es dauerte jedoch noch bis zum Jahr 1693, ehe er sich krönen ließ. Im vierten Jahr seiner Amtszeit riefen der General Walle und der Eremit Tabdan gemeinsam Yeshaq zum Kaiser aus. Iyasu reagierte jedoch schnell auf diese Revolte und nahm Yeshaq gefangen. 
Er unternahm Feldzüge gegen die Shanqella. Zu Zeiten seiner Herrschaft fanden einzelne Oromo zum ersten Mal eine Anstellung am kaiserlichen Hof. Seine Chronik berichtet, wie der osmanische Naib von Massaua versuchte, eine Steuer auf die in Massaua eingetroffenen Waren Iyasus zu erheben. Dieser reagierte daraufhin mit einer Blockade der auf einer Insel gelegenen Stadt, bis der Naib schließlich nachgab.
Seine Herrschaft ist beachtenswert für die Aufmerksamkeit, die er der Verwaltung zukommen ließ. Er hielt eine große Anzahl Konzile ab, um theologische und kirchliche Angelegenheiten zu erledigen. Anfangs geschah dies auf dem öffentlichen Platz von Gonder. Auf diesen Versammlungen wurden auch Staatsangelegenheiten behandelt und Gesetze verabschiedet. Im Jahr 1698 führte er eine Anzahl Reformen durch, die auf Zölle und Steuern einwirkten und den Handel anregten.
Zur Behandlung seiner selbst und eines seiner Söhne wurde ein französischer Arzt, Charles-Jacques Poncet, ins Kaiserreich gebeten. Poncet kam am 21. Juli 1699 nach Gonder und blieb dort bis zum September 1700. Nach seiner Rückkehr veröffentlichte er 1704 in Paris einen Bericht seines Besuchs. Darin finden sich auch seine persönlichen Eindrücke Iyasus des Großen. (siehe:)
Während er in Gojam gegen die Oromo kämpfte, ereilte ihn die Nachricht vom Tod seiner bevorzugten Konkubine Malekotawit. Von Trauer getroffen, zog er sich auf eine Insel im Tanasee zurück. Ein Teil der Beamten urteilte, dem Fall des Königs Ella Asbeha folgend und unterstützt durch die Königin Malakotawit, dass Iyasu zurückgetreten sei und krönte daraufhin dessen Sohn Tekle Haymanot zum Kaiser. Einigen Darstellungen zufolge, war dies nicht die Absicht Iyasus, der aus Protest von seiner Einsiedelei im Tanasee in Richtung Gonder marschierte. Jedenfalls erkrankte er auf seinem Weg und wurde auf Befehl Tekle Haymanots ermordet. Der Tod Iyasus verursachte viel Leid in der Hauptstadt; insbesondere unter den Priestern der Kirche Debre Birhan Selassie in Gonder, die die von ihm empfangenen Geschenke öffentlich ausstellten und ihren toten Monarchen einen Monat lang betrauerten.
Sein Bruder, Theophilus, veranlasste bei seiner Thronbesteigung die Heiligsprechung Iyasus.